# Ambrus Nagy
Ambrus Nagy (* 20. August 1927 in Budapest; † 18. Juli 1991 in Den Haag, Niederlande) war ein ungarischer Degenfechter.

## Erfolge
Ambrus Nagy gewann bei den Weltmeisterschaften 1955 in Rom mit der Mannschaft die Bronzemedaille. Bei den Olympischen Spielen 1956 in Melbourne erreichte er mit der ungarischen Equipe die Finalrunde, die sie auf dem zweiten Platz hinter Italien abschloss. Gemeinsam mit Barnabás Berzsenyi, József Marosi, Lajos Balthazár, Béla Rerrich und József Sákovics erhielt Nagy somit die Silbermedaille. 1950 und 1956 wurde er ungarischer Meister im Einzel sowie 1955 mit der Mannschaft.